# Bazilika San Michele Maggiore, Pavia
Bazilika San Michele Maggiore je cerkev v Pavii, ena najbolj presenetljivih primerov lombardsko-romanskega sloga. Izvira iz 11. in 12. stoletja.

## Zgodovina
Prva cerkev posvečena nadangelu sv. Mihaelu je bila zgrajen na lokaciji kapele Lombardske palače (v to obdobje spada spodnji del zvonika), vendar je bila uničena v požaru leta 1004. Sedanja zgradba se je začela graditi pozno v 11. stoletju (kripta, kor in transept) in je bila končana do leta 1155. Oboki ladje, originalno z dvema kvadratnima polama, so iz leta 1489, ko jih je Agostino da Candia nadomestil s štirimi pravokotnimi razponi.
V baziliki so se odvijali številni pomembni dogodki, med drugim kronanje Ludvika III. (900) in  Friderika Barbarosse (1155).

## Arhitektura
San Michele Maggiore velja za prototip drugih pomembnih srednjeveških cerkva v Pavii, kot sta Bazilika San Pietro in Ciel d'Oro in San Teodoro. Vendar pa se razlikuje od poznejših po uporabi peščenjaka namesto opeke in s tlorisom latinskega križa z glavno in dvema stranskima ladjama in bolj razširjenim transeptom. San Michelejev transept, s pravo fasado, lažno apsido in sodastim obokom, se razlikuje od preostalega dela cerkve in predstavlja skoraj neodvisen del te zgradbe. Tudi njegova dolžina (38 m, v primerjavi z 55 m celotne bazilike), prispeva k temu vtisu.
Na križišču glavne ladje in transepta je osmerokotna kupola, 30 m visoka asimetrična struktura, podprta s tamburjem, v lombardsko-romanskem slogu. To je menda prvi primer te oblike v Lombardiji. 
Ladja - prvotno s samo dvema poljema, - ima sedaj štiri polja. Polja imajo pravokotno obliko z daljšo stranico vzporedno s fasado in so zajeta v prečnih obokih zgrajenih med 1488 in 1491, delo Jacopa da Candia in njegovega sina Agostina. Ti oboki verjetno neposredno podpirajo strešno kritino; v istem času je bila zgrajena lesena nosilna konstrukcija, ki je še delno ohranjena.  Stranski ladji imata emporo s statično funkcijo. Štiri kapele drugem in četrtem razponu stranske ladje so poznejši dodatek, pod apsido, ki ima veliko fresko iz 16. stoletja, je oltar (1383) z ostanki sv. Ennodius in Eleucadiusa. Prezbiterij ima fragmente zanimivega mozaika v tlaku s slikami mesecev in mitološkimi temami.
Kripta, z glavno in dvema stranskima ladjama, se nahaja tik pod oltarjem: v njej so lepo dekorirani kapiteli in spomenik Blažene Martine Salimbene (1491).
Preprosta fasada, ki je višja od strehe ladje, je okrašena po kapom z dvajset slepimi arkadami. Opornike sestavljajo pilastri, ki je navpično pnejo do vrha. Fasada je okrašena s številnimi kipi iz peščenjaka, verske in profane vsebine. Kljub številnim programom sanacijskih ukrepov, začetih v zadnjih desetletjih, se je sedaj stanje dramatično poslabšalo zaradi preperevanja. Med kipi je sveti Mihael z zmajem, Oznanjenje, Marija z detetom. Fasada ima pet bifor in tri monofore, okna s kamnitim križem in križ, ki so rekonstrukcija iz 19. stoletja, v skladu s prvotnim izgledom. Bas reliefi v vodoravnih pasovih prikazujejo ljudi, živali in fantastične figure. Čez majhne portale sta upodobljena sv. Ennodius, škof v Paviji, in sv. Eleucadius, nadškof Ravene. V lunetah so angeli, ki v skladu z vrezanimi napisi in imajo vlogo ambasadorjev besed v nebesih.